# Drogowa Trasa Średnicowa
Die Drogowa Trasa Średnicowa (Abkürzung: DTŚ) ist eine verkehrsreiche Straße im Oberschlesischen Industriegebiet, die die Städte Kattowitz, Chorzów, Świętochłowice, Ruda Śląska, Zabrze und Gliwice verbindet. Die Straße ist auf der ganzen Länge autobahnähnlich mit überwiegend drei, aber auch zwei Fahrstreifen pro Fahrbahn ausgebaut. Dadurch sorgt sie für eine erhebliche Verbesserung des Straßenverkehrs in dieser Region. Die Distanz zwischen Kattowitz und Gliwice wird um 26 %, die Reisezeit um 76 %, der Kraftstoffverbrauch um 47 %, die Zahl der Unfälle um 82 %, die Betriebskosten um 39 % und die Luftverschmutzung um 50 % gesenkt.
Seit 1993 ist die Aktiengesellschaft Drogowa Trasa Średnicowa S.A. (DTŚ S.A.) für die Finanzierung, den Betrieb sowie den Bau als Betreiber zuständig.

## Verlauf und Finanzierung
Die „Drogowa Trasa Średnicowa“ beginnt in Kattowitz an der Stęślicki-Straße und endet nach 20,2 Kilometern in Zabrze beim Knoten mit der Straße De Gaulle’a. Die Straße verläuft zwei bis sechs Kilometer nördlich und parallel zur Autobahn A4. Der Hauptunterschied ist, dass sich auf der Trasse der DTS 26 Knoten mit anderen Straßen befinden sich im Vergleich zu 6 Knoten auf dem vergleichbaren Abschnitt der A4. Im Gegensatz zur A4 wird sie hauptsächlich vom städtlichen, lokalen Verkehr benutzt. Entlang der Straße siedelten sich mehrere große Einkaufszentren an, unter anderem in Kattowitz das Silesia City Center.
Der Abschnitt zwischen den Knoten Rozdzieńskiego und Dąb in Kattowitz ist Teil der Landesstraße 79. Auf der restlichen Strecke wird die DTS seit dem 1. Januar 2006 als Woiwodschaftsstraße 902 ausgeschildert. Im Stadtgebiet Kattowitz wird die Straße zusätzlich als Trasa imienia Nikodema i Józefa Renców bezeichnet.
Seit 1994 erhöhte sich das Budget für den Bau dank der Europäischen Investitionsbank (EIB), die eine Garantie für die Finanzierung zur Verfügung gestellt hat. Seit 1999 ist der Bau der DTS eine gemeinsame Verantwortung der polnischen Regierung, der Gemeinden der Woiwodschaft Schlesien und der Städte, durch die die Straße verläuft. Dadurch können die Arbeiten stetig voranschreiten.

## Geschichte
Der Bau der Strecke zwischen dem Knoten Dąb in Kattowitz und Chorzów begann im Jahr 1979, wurde aber nach ersten Erdarbeiten bei den Knoten Mieszka I und Gałeczki 1981 abgebrochen. Die Bauarbeiten wurden 1986 wieder aufgenommen. Nach vielen Baujahren mit einigen Unterbrechungen aufgrund von finanziellen Problemen wurde der Abschnitt im Jahre 2001 eröffnet. Es wurde eine 1,5 Kilometer lange Brücke in Katowice-Dąb gebaut.
Im Jahre 2006 wurde die DTŚ in Kattowitz Richtung Osten weiter gebaut. Am 9. Dezember 2006 wurde dort ein vierspuriger Tunnel unter dem Rondo Generała Jerzego Ziętka mit einer Länge von 657 und 650,1 Metern für den Verkehr freigegeben. Außerdem begannen in Ruda Śląska und Zabrze die Bauarbeiten.
Am 27. Mai 2008 wurde der Abschnitt zwischen Ruda Śląska und der Stadtgrenze zu Zabrze dem Verkehr übergeben. Die weitere Strecke bis zum Knoten mit der Straße De Gaulle’a wurde am 10. Juni 2011 eröffnet.

## Bau
Aktuell im Bau befinden sich die Abschnitte vom Knoten Zabrze-De Gaulle’a bis zum Knoten Zabrze-Roosevelta (3,1 km), vom Knoten Zabrze-Roosevelta bis zum Knoten Gliwice-Kujawska (2,8 km) sowie vom Knoten Gliwice-Kujawska bis zum bereits fertiggestellten Knoten Gliwice-Portowa.
Der erste Abschnitt sollte nach einer Bauverzögerung 2014 fertiggestellt und eröffnet werden. Der Baubeginn erfolgte Ende Juni 2012. Das Teilstück wird vom Konsortium bestehend aus den Bauunternehmen Eurovia Polska und Przedsiębiorstwo Remontów Ulic i Mostów aus Gliwice realisiert. Die Baukosten betragen 184,1 Mio. Złoty.
Der zweite Abschnitt wird für 244,6 Mio. Złoty von der Baufirma Skanska 2014 errichtet. Der Vertrag zwischen der Baufirma und dem Investor DTŚ S.A. wurde am 11. Juli 2012 unterschrieben. Die Bauzeit beträgt 25 Monate.
Der vorerst letzte, 5,4 km lange Abschnitt in Gliwice sollte 2014 fertiggestellt werden. Die Ausschreibung begann im August 2012. Der Baubeginn erfolgte im Dezember 2012, nachdem der Vertrag am 12. Dezember mit einem Konsortium unter der Führung des Unternehmens Eurovia Polska und der Baufirma Bilfinger Berger Budownictwo als Partner unterzeichnet wurde. Die Baukosten betragen rund 700 Mio. Złoty (entspricht ca. 175 Mio. Euro). Die Bauzeit beträgt 24 Monate, die Fertigstellung war für Dezember 2014 geplant. Der Bau wurde im März 2016 fertiggestellt und am 20. März des gleichen Jahres offiziell für den Straßenverkehr freigegeben.

## Planungen
Es wird auch der Weiterbau östlich von Kattowitz nach Mysłowice, Sosnowiec, Będzin und Dąbrowa Górnicza geplant. Die Kosten für die 22,3 Kilometer lange Strecke werden auf 160 Millionen Euro geschätzt, andere Schätzungen gehen von 210 Millionen Euro aus. Als erste Etappe soll die Straße bis Mysłowice verlängert werden. Bis 2014 soll die Trasse endgültig festgelegt, alle Genehmigungen eingeholt und die Finanzierung gesichert werden, sodass die Bauarbeiten Ende 2014/Anfang 2015 gestartet werden sollten. Mit der Fertigstellung wird 2017[veraltet] gerechnet. Bis 2025 soll die DTŚ bis Dąbrowa Górnicza fertiggestellt werden.